# مومرا (آستراخان)
مومرا (به لاتین: Mumra) یک منطقهٔ مسکونی در روسیه است که در استان آستراخان واقع شده‌است.